# Eulenturm (Göttingen)

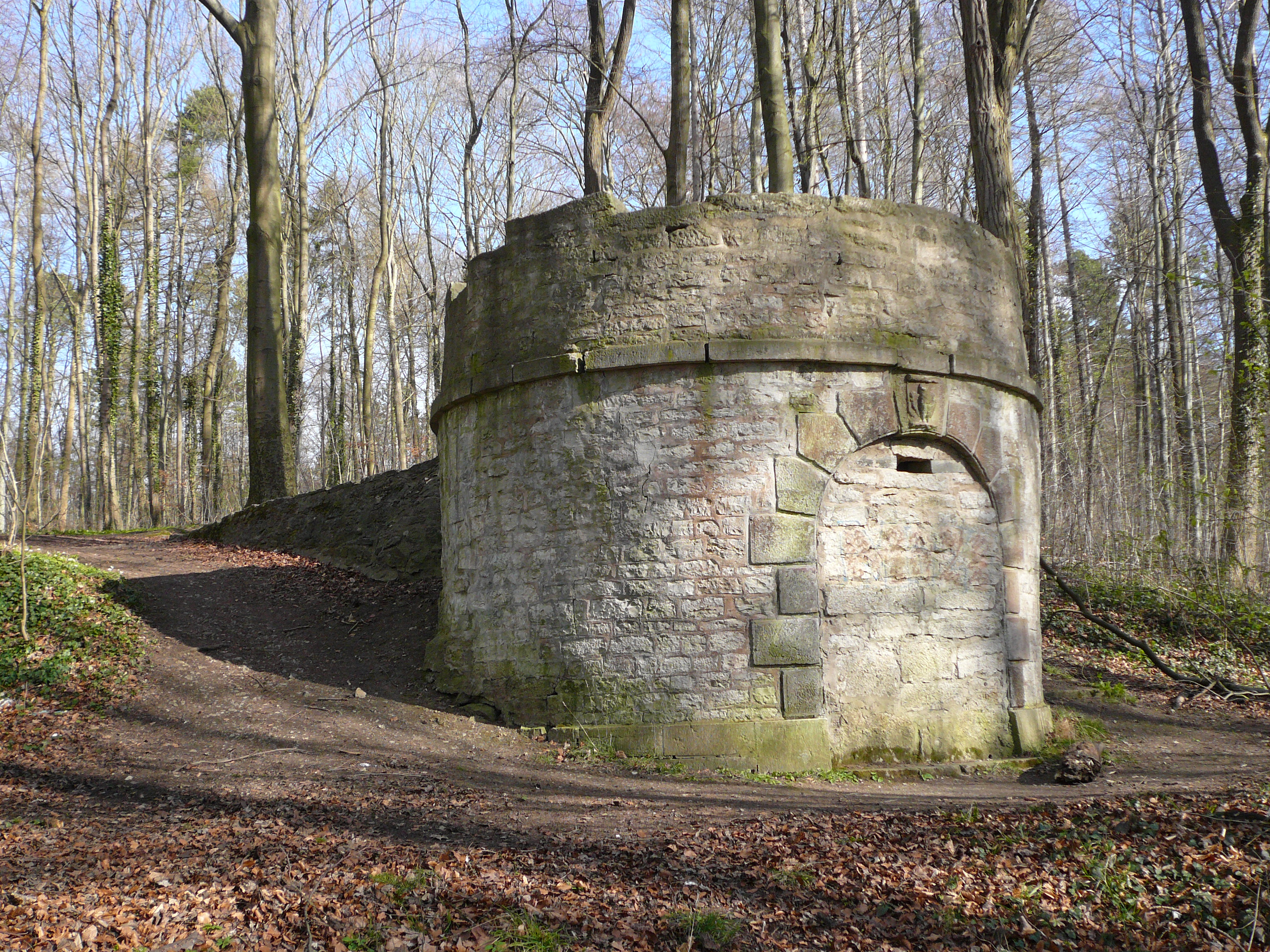
Eulenturm von Nordwesten (2008)

Der Eulenturm ist ein Aussichtspunkt im Göttinger Wald östlich des bebauten Gebiets der Stadt Göttingen im Stadtbezirk Oststadt. Er steht oberhalb der Schillerwiese am unteren Hang des Hainbergs auf einem Bergrücken zwischen den Tälern Molkengrund im Norden und Lange Nacht im Süden. Der in den Hang gebaute Rundturm mit Aussichtsplattform aus Kalk- und Sandsteinquadern hat vorne eine Höhe von etwa 4 Metern. Der vorne gelegene ebenerdige Turmeingang wurde aus Sicherheitsgründen vermauert. Der Eulenturm wurde Ende des 19. Jahrhunderts vom Göttinger Verschönerungs-Verein (GVV) als Teil der Ausgestaltung des Hainbergs zu einem Erholungsgebiet in der Art eines Volksgartens errichtet.
Die Bezeichnung Eulenturm rührt von einer in Sandstein gehauenen Eule über dem ehemaligen Eingang. Sie soll den Vogel der griechischen Göttin Athene darstellen, als ein Sinnbild für die Wissenschaft und Hinweis auf die Göttinger Universität.